# 诺南
诺南（法語：Nohanent）是法国多姆山省的一个市镇，位于该省中部，属于克莱蒙费朗区。该市镇总面积4.2平方公里，2009年时的人口为1878人。

## 人口
诺南人口变化图示